# Temporada 2022-2023 del FC Barcelona (femení)
La temporada 2022-23 és la 35a en la història del Futbol Club Barcelona, i la 31a temporada del club en la màxima categoria del futbol espanyol.

## Desenvolupament de la temporada
L'equip lluitarà aquest any per 5 títols: la Lliga Iberdrola, la Copa de la Reina, la Supercopa d'Espanya, la Lliga de Campions i la Copa Catalunya.
El club anuncia 8 renovacions: Alèxia Putellas, Mariona Caldentey, Aitana Bonmatí, Mapi León, Marta Torrejón, Asisat Oshoala, Gemma Font, Ana Maria Crnogorcevic i Emma Ramírez; totes renovades fins a l'any 2024, menys Aitana, que tindrà contracte fins 2025.
El 3 de juny es fa efectiu la renovació de Jonatan Giráldez com a tècnic fins al 2024.
El 25 de juliol comença la pretemporada marcada per les baixes de la majoria de jugadores encara competint a l'Eurocopa Femenina de Futbol 2022.
El 24 de novembre s'aconsegueix la millor entrada de la història d'una fase de grups de la Lliga de Campions amb 46967 espectadors.
El 10 de gener guanyen per 0-9 als vuitens de final de la Copa de la Reina, però són desqualificades per alineació indeguda.
El 22 de gener de 2023 es guanya el primer títol de la temporada; la Supercopa d'Espanya contra la Reial Societat (0-3).
El 30 d'abril es guanya la quarta lliga consecutiva i la vuitena de l'entitat contra el Sporting Club de Huelva (3-0).
El 10 de maig es trenca la ratxa de partits consecutius guanyats a la Lliga amb 62 partits; després de l'empat amb el Sevilla FC (femení) (1-1).
El 3 de juny es guanya la segona Lliga de Campions envers el VfL Wolfsburg per 3-2.

## Jugadores i cos tècnic

### Plantilla
La plantilla i el cos tècnic del primer equip per a l'actual temporada són els següents:
| N. | Pos. | Nac. | Jugador                |
| -- | ---- | --- | ---------------------- |
| 1  | POR  | [[Fitxer:Flag of the Valencian Community (2x3).svg\|23x15px\|border \|alt=País Valencià\|link=Selecció de futbol del País Valencià\|{{#if:\|]] | Sandra Paños 3a        |
| 2  | DEF  | [[Fitxer:Flag of the Basque Country.svg\|23x15px\|border \|alt=País Basc\|link=Selecció de futbol del País Basc\|{{#if:\|]]                    | Irene Paredes 5a       |
| 3  | DEF  | [[Fitxer:Flag of Catalonia.svg\|23x15px\|border \|alt=Catalunya\|link=Selecció de futbol de Catalunya\|{{#if:\|]]                              | Laia Codina            |
| 4  | DEF  | [[Fitxer:Flag of Aragon.svg\|23x15px\|border \|alt=Aragó\|link=Selecció de futbol d'Aragó\|{{#if:\|]]                                          | Mapi León              |
| 5  | DEF  | [[Fitxer:Flag of Catalonia.svg\|23x15px\|border \|alt=Catalunya\|link=Selecció de futbol de Catalunya\|{{#if:\|]]                              | Jana Fernández         |
| 6  | DAV  | [[Fitxer:Flag of Catalonia.svg\|23x15px\|border \|alt=Catalunya\|link=Selecció de futbol de Catalunya\|{{#if:\|]]                              | Clàudia Pina           |
| 7  | DEF  | [[Fitxer:Flag of Switzerland.svg\|23x16px\|border \|alt=Suïssa\|link=Selecció de futbol de Suïssa\|{{#if:\|]]                                  | Ana Maria Crnogorcevic |
| 8  | DEF  | [[Fitxer:Flag of Catalonia.svg\|23x15px\|border \|alt=Catalunya\|link=Selecció de futbol de Catalunya\|{{#if:\|]]                              | Marta Torrejón 2a      |
| 9  | MIG  | [[Fitxer:Flag of the Balearic Islands.svg\|23x15px\|border \|alt=Illes Balears\|link=Selecció de futbol de les Illes Balears\|{{#if:\|]]       | Mariona Caldentey      |
| 10 | DAV  | [[Fitxer:Flag of Norway.svg\|23x15px\|border \|alt=Noruega\|link=Selecció de futbol de Noruega\|{{#if:\|]]                                     | Caroline Graham Hansen |
| 11 | DAV  | [[Fitxer:Flag of Catalonia.svg\|23x15px\|border \|alt=Catalunya\|link=Selecció de futbol de Catalunya\|{{#if:\|]]                              | Alèxia Putellas 1a     |
| 12 | MIG  | [[Fitxer:Flag of the Balearic Islands.svg\|23x15px\|border \|alt=Illes Balears\|link=Selecció de futbol de les Illes Balears\|{{#if:\|]]       | Patricia Guijarro 4a   |

| N. | Pos. | Nac. | Jugador          |
| -- | ---- | --- | ---------------- |
| 13 | POR  | [[Fitxer:Flag of the Balearic Islands.svg\|23x15px\|border \|alt=Illes Balears\|link=Selecció de futbol de les Illes Balears\|{{#if:\|]] | Cata Coll        |
| 14 | MIG  | [[Fitxer:Flag of Catalonia.svg\|23x15px\|border \|alt=Catalunya\|link=Selecció de futbol de Catalunya\|{{#if:\|]]                        | Aitana Bonmatí   |
| 15 | DEF  | [[Fitxer:Flag of England.svg\|23x15px\|border \|alt=Anglaterra\|link=Selecció de futbol d'Anglaterra\|{{#if:\|]]                         | Lucy Bronze      |
| 16 | DAV  | [[Fitxer:Flag of Sweden.svg\|23x15px\|border \|alt=Suècia\|link=Selecció de futbol de Suècia\|{{#if:\|]]                                 | Fridolina Rolfö  |
| 17 | DAV  | [[Fitxer:Flag of Aragon.svg\|23x15px\|border \|alt=Aragó\|link=Selecció de futbol d'Aragó\|{{#if:\|]]                                    | Salma Paralluelo |
| 18 | DAV  | [[Fitxer:Flag of Brazil.svg\|23x15px\|border \|alt=Brasil\|link=Selecció de futbol del Brasil\|{{#if:\|]]                                | Geyse Ferreira   |
| 19 | DAV  | [[Fitxer:Flag of Catalonia.svg\|23x15px\|border \|alt=Catalunya\|link=Selecció de futbol de Catalunya\|{{#if:\|]]                        | Bruna Vilamala   |
| 20 | DAV  | [[Fitxer:Flag of Nigeria.svg\|23x15px\|border \|alt=Nigèria\|link=Selecció de futbol de Nigèria\|{{#if:\|]]                              | Asisat Oshoala   |
| 21 | MIG  | [[Fitxer:Flag of England.svg\|23x15px\|border \|alt=Anglaterra\|link=Selecció de futbol d'Anglaterra\|{{#if:\|]]                         | Keira Walsh      |
| 22 | DEF  | [[Fitxer:Flag of Galicia.svg\|23x15px\|border \|alt=Galícia\|link=Selecció de futbol de Galícia\|{{#if:\|]]                              | Nuria Rábano     |
| 23 | DAV  | [[Fitxer:Flag of Norway.svg\|23x15px\|border \|alt=Noruega\|link=Selecció de futbol de Noruega\|{{#if:\|]]                               | Ingrid Engen     |
| 24 | POR  | [[Fitxer:Flag of Catalonia.svg\|23x15px\|border \|alt=Catalunya\|link=Selecció de futbol de Catalunya\|{{#if:\|]]                        | Gemma Font       |

FC Barcelona Femení B
| N. | Pos. | Nac. | Jugador      |
| -- | ---- | --- | ------------ |
| 25 | DEF  | [[Fitxer:Flag of Catalonia.svg\|23x15px\|border \|alt=Catalunya\|link=Selecció de futbol de Catalunya\|{{#if:\|]]                                   | Emma Ramírez |
| 27 | MIG  | [[Fitxer:Flag of Catalonia.svg\|23x15px\|border \|alt=Catalunya\|link=Selecció de futbol de Catalunya\|{{#if:\|]]                                   | María Pérez  |
| 28 | MIG  | [[Fitxer:Flag of Catalonia.svg\|23x15px\|border \|alt=Catalunya\|link=Selecció de futbol de Catalunya\|{{#if:\|]]                                   | Alba Caño    |
| 30 | MIG  | [[Fitxer:Flag of the Community of Madrid.svg\|23x15px\|border \|alt=Comunitat de Madrid\|link=Selecció de futbol de Comunitat de Madrid\|{{#if:\|]] | Vicky López  |

| N. | Pos. | Nac. | Jugador           |
| -- | ---- | --- | ----------------- |
| 32 | DAV  | [[Fitxer:Flag of the Community of Madrid.svg\|23x15px\|border \|alt=Comunitat de Madrid\|link=Selecció de futbol de Comunitat de Madrid\|{{#if:\|]] | Ari Arias         |
| 34 | DEF  | [[Fitxer:Flag of Catalonia.svg\|23x15px\|border \|alt=Catalunya\|link=Selecció de futbol de Catalunya\|{{#if:\|]]                                   | Martina Fernández |
| 40 | DEF  | [[Fitxer:Flag of the Balearic Islands.svg\|23x15px\|border \|alt=Illes Balears\|link=Selecció de futbol de les Illes Balears\|{{#if:\|]]            | Lucía Corrales    |

Altes
| N. | Pos. | Nac. | Jugador                                                                                              |
| -- | ---- | --- | --- |
| —  | DEF  | [[Fitxer:Flag of Galicia.svg\|23x15px\|border \|alt=Galícia\|link=Selecció de futbol de Galícia\|{{#if:\|]]      | Nuria Rábano (17 de juny. De la Reial Societat (femení) carta de llibertat, fins 2024)               |
| —  | DEF  | [[Fitxer:Flag of England.svg\|23x15px\|border \|alt=Anglaterra\|link=Selecció de futbol d'Anglaterra\|{{#if:\|]] | Lucy Bronze (18 de juny. Del Manchester City (femení) carta de llibertat, fins 2024)                 |
| —  | DAV  | [[Fitxer:Flag of Brazil.svg\|23x15px\|border \|alt=Brasil\|link=Selecció de futbol del Brasil\|{{#if:\|]]        | Geyse Ferreira (19 de juny. Del Madrid CFF carta de llibertat, fins 2024)                            |
| —  | DAV  | [[Fitxer:Flag of Spain.svg\|23x15px\|border \|alt=Espanya\|link=Selecció de futbol d'Espanya\|{{#if:\|]]         | Salma Paralluelo (11 de juliol. Del Vila-real Club de Futbol (femení) carta de llibertat, fins 2026) |
| —  | MIG  | [[Fitxer:Flag of Spain.svg\|23x15px\|border \|alt=Espanya\|link=Selecció de futbol d'Espanya\|{{#if:\|]]         | Vicky López (26 de juliol. Del Madrid CFF carta de llibertat, fins 2027)                             |
| —  | MIG  | [[Fitxer:Flag of England.svg\|23x15px\|border \|alt=Anglaterra\|link=Selecció de futbol d'Anglaterra\|{{#if:\|]] | Keira Walsh (7 de setembre. Del Manchester City (femení) traspàs, fins 2025)                         |

Retorns
| N. | Pos. | Nac. | Jugador                                                                                  |
| -- | ---- | --- | ---------------------------------------------------------------------------------------- |
| —  | DEF  | [[Fitxer:Flag of Catalonia.svg\|23x15px\|border \|alt=Catalunya\|link=Selecció de futbol de Catalunya\|{{#if:\|]] | Laia Codina (4 de juny. Retorna de la cessió a l'Associazione Calcio Milan (femení))     |
| —  | DEF  | [[Fitxer:Flag of Catalonia.svg\|23x15px\|border \|alt=Catalunya\|link=Selecció de futbol de Catalunya\|{{#if:\|]] | Emma Ramírez (26 de juliol. Retorna de la cessió a la Reial Societat de Futbol (femení)) |

Baixes
| N. | Pos. | Nac. | Jugador |
| -- | ---- | --- | --- |
| 5  | DEF  | [[Fitxer:Flag of Spain.svg\|23x15px\|border \|alt=Espanya\|link=Selecció de futbol d'Espanya\|{{#if:\|]]                          | Melanie Serrano (13 de maig. Retirada)                                                                                    |
| 15 | DEF  | [[Fitxer:Flag of Catalonia.svg\|23x15px\|border \|alt=Catalunya\|link=Selecció de futbol de Catalunya\|{{#if:\|]]                 | Leila Ouahabi (1 de juny. Al Manchester City (femení))                                                                    |
| 22 | DAV  | [[Fitxer:Flag of the Netherlands.svg\|23x15px\|border \|alt=Països Baixos\|link=Selecció de futbol dels Països Baixos\|{{#if:\|]] | Lieke Martens (17 de juny. Al Paris Saint-Germain Football Club Féminines)                                                |
| —  | DAV  | [[Fitxer:Flag of Catalonia.svg\|23x15px\|border \|alt=Catalunya\|link=Selecció de futbol de Catalunya\|{{#if:\|]]                 | Candela Andújar (18 juny 2022. Finalitza la seva cessió al València Fèmines Club de Futbol i contracte al club. Retirada) |
| 10 | DAV  | [[Fitxer:Flag of Spain.svg\|23x15px\|border \|alt=Espanya\|link=Selecció de futbol d'Espanya\|{{#if:\|]]                          | Jennifer Hermoso (22 de juny. Al Club de Fútbol Pachuca Femenil)                                                          |
| 17 | DEF  | [[Fitxer:Flag of Catalonia.svg\|23x15px\|border \|alt=Catalunya\|link=Selecció de futbol de Catalunya\|{{#if:\|]]                 | Andrea Pereira (22 de juny. Al Club América Femenil)                                                                      |
| 21 | DAV  | [[Fitxer:Flag of Spain.svg\|23x15px\|border \|alt=Espanya\|link=Selecció de futbol d'Espanya\|{{#if:\|]]                          | Andrea Falcón (27 d'agost. Al Club América Femenil)                                                                       |
| —  | DAV  | [[Fitxer:Flag of Brazil.svg\|23x15px\|border \|alt=Brasil\|link=Selecció de futbol del Brasil\|{{#if:\|]]                         | Gio Queiroz (9 de setembre. A l'Arsenal Women Football Club)                                                              |

Cessions
| N. | Pos. | Nac. | Jugador                                                                                           |
| -- | ---- | --- | ------------------------------------------------------------------------------------------------- |
| —  | DAV  | [[Fitxer:Flag of Spain.svg\|23x15px\|border \|alt=Espanya\|link=Selecció de futbol d'Espanya\|{{#if:\|]] | Ornella Vignola (6 de setembre. Al Sevilla FC (femení). 31 de gener al Deportivo Alavés (femení)) |

### Cos tècnic 2022-2023
| - Entrenador: Jonatan Giráldez - Segon entrenador: Rafel Navarro - Tècnic auxiliar: Pere Romeu - Preparadora física: Berta Carles | - Preparador físic: Jacob González - Entrenador de porteres: Oriol Casares - Analistes: Toni Gordo i Alberto Angelastri |

## Partits
Victòria       Empat       Derrota

### Pretemporada
| 6 d'agost de 2022 | FC Barcelona (femení) | 10-0 | SE AEM Lleida | Sant Joan Despí, Catalunya                                                       |  |
| 19:00 CEST        | 1-0, Hansen (2'); 2-0, Laia Martet (17'); 3-0, Hansen (19'); 4-0, Hansen (p.) (40'); 5-0, Claudia Pina (p.) (45'); 6-0, Claudia Pina (50'); 7-0, Crnogorcevic (67'); 8-0, Aitana Bonmatí (75'); 9-0, Jennifer (pp.) (86'); 10-0, Ariana Arias (88') |      |               | Estadi Johan Cruyff Catalunya · 4.515 espectadors espectadors · Ylenia Sánchez · |  |

| 16 d'agost de 2022                                 | FC Barcelona (femení)    | 1-2 | FC Bayern de Múnic (femení)          | Tolosa, França                                |  |
| 18:00 CEST Semifinals AMOS Women's French Cup 2022 | 1-1, Graham Hansen (59') |     | 0-1, Gwinn (40'); 1-2, Laurent (84') | Stade Ernest-Wallon, França · Charlène Laur · |  |

| 19 d'agost de 2022                                   | FC Barcelona (femení) | 1-1 / 5-4 als penals | Paris Saint-Germain Football Club Féminines | Tolosa, França                                      |  |
| 18:00 CEST 3r i 4t lloc AMOS Women's French Cup 2022 | 0-1, Ngueleu (30')    |                      | 1-1, Geyse Ferreira (38')                   | Stade Ernest-Wallon, França · Maika Venderstichel · |  |

| 23 d'agost de 2022                       | FC Barcelona (femení) | 6-0 | Montpellier HSC (femení) | Sant Joan Despí, Catalunya                             |  |
| 20:00 CEST 2n Torneig Joan Gamper femení | 1-0, Geyse Ferreira (23'); 2-0, Patri Guijarro (27'); 3-0 Patri Guijarro (45'); 4-0 Geyse Ferreira (51'); 5-0 Rolfö (54'); 6-0 Ariana Arias (77') |     |                          | Estadi Johan Cruyff Catalunya · Alicia Espinosa Ríos · |  |

| 27 d'agost de 2022         | UD Granadilla           | 1-1 / 2-4 als penals | FC Barcelona (femení)     | La Orotava, Illes Canàries                         |  |
| 21:00 CEST 4t Trofeu Teide | 1-1, Laura Ortega (43') |                      | 0-1, Geyse Ferreira (29') | Los Cuartos Illes Canàries · Xiomara Díaz García · |  |

### Lliga
| 11 de setembre de 2022 (ajornat per vaga d'àrbitres) 3 de novembre de 2022 | Futbol Club Levante Las Planas | 0-4 | FC Barcelona (femení)                                                                                | Sant Joan Despí, Catalunya                                     |  |
| 21:00 CEST Jornada 1                                                       |                                |     | 0-1, Patri Guijarro (11'); 0-2, Oshoala (26'); 0-3, Salma Paralluelo (32'); 0-4, Irene Paredes (78') | Estadi Municipal de Les Planes Catalunya · Galleategui Pérez · |  |

| 17 de setembre de 2022 | FC Barcelona (femení)               | 2-0 | UD Granadilla | Sant Joan Despí, Catalunya                                        |  |
| 12:00 CEST Jornada 2   | 1-0, Geyse (61'); 2-0, Graham (68') |     |               | Estadi Johan Cruyff, Catalunya · María Dolores Martínez Madrona · |  |

| 25 de setembre de 2022 | Vila-real Club de Futbol (femení) | 1-4 | FC Barcelona (femení)                                                                         | Vila-real, Comunitat Valenciana                            |  |
| 17:00 CEST Jornada 3   | 1-2, Rocío García (56')           |     | 0-1, María León (26)'; 0-2, Oshoala (47'); 1-3, Claudia Pina (74'); 1-4, Lara Mata (84' p.p.) | Mini Estadi de la Ciutat Esportiva · Elia Maria Martínez · |  |

| 1 d'octubre de 2022  | FC Barcelona (femení) | 7-0 | Madrid CFF | Sant Joan Despí, Catalunya                                 |  |
| 18:15 CEST Jornada 4 | 1-0, Graham Hansen (22'); 2-0, Mariona Caldentey (59'); 3-0, Geyse Ferreira (61'); 4-0, Mariona Caldentey (65'); 5-0, Geyse Ferreira (68'); 6-0, Crnogorcevic (77'); Crnogorcevic (78') |     |            | Estadi Johan Cruyff Catalunya · Zulema González González · |  |

| 15 d'octubre de 2022 | Athletic Club de Bilbao (femení) | 0-3 | FC Barcelona (femení)                                         | Lezama, País Basc                                |  |
| 17:45 CEST Jornada 5 |                                  |     | 0-1, Claudia Pina (50'); 0-2, Geyse (58'); 0-3, Mariona (84') | Instal·lacions de Lezama País Basc · Luna Varo · |  |

| 22 d'octubre de 2022 | Real Betis Balompié (femení) | 0-3 | FC Barcelona (femení)                                          | Sevilla, Andalusia                                      |  |
| 18:15 CEST Jornada 6 |                              |     | 0-1, Rolfö (41'); 0-2, Babajide p. p. (76'); 0-3, Graham (86') | Ciudad Deportiva Luis del Sol · Beatriz Arregui Gamir · |  |

| 30 d'octubre de 2022 | FC Barcelona (femení)               | 2-1 | Llevant Unió Esportiva (femení) | Sant Joan Despí, Catalunya                     |  |
| 12:00 CEST Jornada 7 | 1-0, Engen (14'); 2-0, Aitana (41') |     | 2-1, Alba Redondo (43')         | Estadi Johan Cruyff Catalunya · Olatz Rivera · |  |

| 6 de novembre de 2022 | Real Madrid Club de Fútbol (femení) | 0-4 | FC Barcelona (femení)                                                         | Madrid, Comunitat de Madrid                     |  |
| 18:00 CEST Jornada 8  |                                     |     | 0-1, Crnogorcevic (4)'; 0-2, Patri (43'); 0-3, Aitana (52'); 0-4, Rolfö (82') | Estadi Alfredo Di Stéfano · Marta Frías Acedo · |  |

| 20 de novembre de 2022 | FC Barcelona (femení) | 8-0 | Deportivo Alavés (femení) | Sant Joan Despí, Catalunya                      |  |
| 12:00 CEST Jornada 9   | 1-0, Pina (7'); 2-0, Oshoala (11'); 3-0, Rolfö (24'), 4-0, Pina (p) (37'); 5-0, Mapi (43'); 6-0, Paralluelo (57'); 7-0 Crnogorcevic (85'); 8-0, Geyse (94') |     |                           | Estadi Johan Cruyff Catalunya · Raquel Suárez · |  |

| 27 de novembre de 2022 | Atlético de Madrid (femení) | 1-6 | FC Barcelona (femení) | Madrid, Comunitat de Madrid                                         |  |
| 17:00 CEST Jornada 10  | 1-1, Santos (25') (p.)      |     | 0-1, Crnogorčević (3'); 1-2, Mapi León (35'); 1-3, Lucy Bronze (50'); 1-4, Salma Paralluelo (72'); 1-5, Salma Paralluelo (75'); 1-6, Engen (80') | Estadi Metropolità Comunitat de Madrid · Zulema González González · |  |

| 3 de desembre de 2022 | FC Barcelona (femení)                             | 2-1 | Reial Societat (femení) | Sant Joan Despí, Catalunya                                |  |
| 12:00 CEST Jornada 11 | 1-1, Marta Torrejón (62'); 1-2, Lucy Bronze (89') |     | 0-1, Le Guilly (42')    | Estadi Johan Cruyff, Catalunya · Elia Martínez Martínez · |  |

| 10 de desembre de 2022 | FC Barcelona (femení)                                                                      | 4-0 | Alhama Club de Fútbol | Sant Joan Despí, Catalunya                      |  |
| 19:00 CEST Jornada 12  | 1-0, Clàudia Pina (4'); 2-0 Paralluelo (32'); 3-0 Bruna Vilamala (58'); 4-0, Oshoala (86') |     |                       | Estadi Johan Cruyff Catalunya · Patricia Luna · |  |

| 18 de desembre de 2022 (Ajornat per partit Lliga de Campions) 1 de febrer de 2023 | València Fèmines Club de Futbol | 0-4 | FC Barcelona (femení)                                                            | Paterna, Comunitat Valenciana                                       |  |
| 19:00 CEST Jornada 13                                                             |                                 |     | 0-1, Rolfö (3'); 0-2, Oshoala (15'); 0-3, Rolfö (22'); 0-4, Aitana Bonmatí (46') | Estadi Antonio Puchades Comunitat Valenciana · María Planes Terol · |  |

| 7 de gener de 2023    | FC Barcelona (femení)                                                                                 | 4-0 | Sevilla FC (femení) | Sant Joan Despí, Catalunya                              |  |
| 18:15 CEST Jornada 14 | 1-0, Oshoala (11'); 2-0, Clàudia Pina (34'); 3-0, Salma Paralluelo (70'); 4-0, Salma Paralluelo (84') |     |                     | Estadi Johan Cruyff Catalunya · Elena Peláez Arnillas · |  |

| 14 de gener de 2023   | Sporting Club de Huelva | 0-3 | FC Barcelona (femení)                                      | Huelva, Andalusia                                   |  |
| 12:00 CEST Jornada 15 |                         |     | 0-1, Oshoala (21'); 0-2, Mariona (31'); 0-3, Oshoala (57') | Estadi Nuevo Colombino · Elisabeth Calvo Valentín · |  |

| 25 de gener de 2023   | FC Barcelona (femení) | 7-0 | Futbol Club Levante Las Planas | Sant Joan Despí, Catalunya                  |  |
| 18:00 CEST Jornada 16 | 1-0, Crnogorcevic (9'); 2-0, Oshoala (24'); 3-0, Crnogorcevic (41'); 4-0, Vicky López (48'); 5-0, Oshoala (56'); 6-0, Oshoala (63'); 7-0, Mariona (74') |     |                                | Estadi Johan Cruyff Catalunya · Luna Varo · |  |

| 29 de gener de 2023   | UD Granadilla | 0-6 | FC Barcelona (femení)                                                                                           | Santa Cruz de Tenerife, Illes Canàries                                        |  |
| 18:00 CEST Jornada 17 |               |     | 1-0, Pina (5'); 2-0, Oshoala (8'); 3-0, Oshoala (12'); 4-0, Oshoala (27'); 5-0, Aitana (45'); 0-6, Bronze (92') | Estadi Heliodoro Rodríguez López Illes Canàries · Arantza Gallastegui Pérez · |  |

| 5 de febrer de 2023   | FC Barcelona (femení) | 7-0 | Real Betis Balompié (femení) | Sant Joan Despí, Catalunya                            |  |
| 16:00 CEST Jornada 18 | 1-0, Geyse (15'); 2-0, Walsh (38'); 3-0, Pina (48'); 4-0, Oshoala, (61'); 5-0, Mariona Caldentey (64'); 6-0, Oshoala (77'); 7-0, Oshoala (92') |     |                              | Estadi Johan Cruyff Catalunya · Xiomara Díaz García · |  |

| 11 de febrer de 2023  | Deportivo Alavés (femení) | 0-4 | FC Barcelona (femení)                                                                 | Vitòria, País Basc                                                       |  |
| 18:15 CEST Jornada 19 |                           |     | 0-1, Oshoala (32'); 0-2, Ohale (38' p.p.); 0-3, Aitana (64'); 0-4, Claudia Pina (84') | Ciudad Deportiva José Luis Compañón País Basc · Raquel Suárez González · |  |

| 5 de març de 2023     | FC Barcelona (femení)                                                                         | 5-0 | Vila-real Club de Futbol (femení) | Sant Joan Despí, Catalunya                          |  |
| 12:00 CEST Jornada 20 | 1-0, Oshoala (20'); 2-0, Salma (38'), 3-0, Hansen (70'); 4-0, Hansen (84'); 5-0, Hansen (90') |     |                                   | Estadi Johan Cruyff Catalunya · María Eugenia Gil · |  |

| 11 de març de 2023    | Llevant Unió Esportiva (femení) | 0-4 | FC Barcelona (femení)                                                   | Bunyol, Comunitat Valenciana                   |  |
| 18:15 CEST Jornada 21 |                                 |     | 0-1, Aitana (29'); 0-2, Aitana (77'); 0-3, Pina (87'); 0-4, Rolfö (94') | Ciutat Esportiva de Bunyol · Zulema González · |  |

| 17 de març de 2023   | FC Barcelona (femení)                                                                                                   | 5-1 | València Fèmines Club de Futbol | Sant Joan Despí, Catalunya                              |  |
| 19:00CEST Jornada 22 | 1-1, Rolfö (26'); 2-1, Marta Torrejón (47'); 3-1, Salma Paralluelo (60'); 4-1, Salma Paralluelo (66'); 5-1, Rolfö (93') |     | 0-1, Maria Jiménez (11')        | Estadi Johan Cruyff Catalunya · Paola Cebollada López · |  |

| 25 de març de 2023    | FC Barcelona (femení) | 1-0 | Real Madrid Club de Fútbol (femení) | Sant Joan Despí, Catalunya                            |  |
| 18:15 CEST Jornada 23 | 1-0, Rolfö (78' p.)   |     |                                     | Estadi Johan Cruyff Catalunya · Olatz Rivera Olmedo · |  |

| 2 d'abril de 2023     | Alhama Club de Fútbol | 0-2 | FC Barcelona (femení)                            | Alhama de Múrcia, Múrcia                                         |  |
| 18:00 CEST Jornada 24 |                       |     | 0-1, Graham (57'); 0-2, Lucia Martínez (59' pp.) | Complejo Deportivo Guadalentín Múrcia · Raquel Suárez González · |  |

| 15 d'abril de 2023    | FC Barcelona (femení)                                                      | 4-0 | Atlético de Madrid (femení) | Sant Joan Despí, Catalunya                                  |  |
| 12:00 CEST Jornada 25 | 1-0, Aitana (28'); 2-0, Vicky López (46'); 3-0, Hansen (58'); Aitana (88') |     |                             | Estadi Johan Cruyff Catalunya · Arantza Gallastegui Perez · |  |

| 10 de maig de 2023 Ajornat per les semis de UWCL | Sevilla FC (femení)                | 1-1 | FC Barcelona (femení)   | Sevilla, Andalusia                        |  |
| 19:00 CEST Jornada 26                            | 1-0, Martín-Prieto Gutiérrez (53') |     | 1-1, Crnogorčević (80') | Estadi Jesús Navas · María Planes Terol · |  |

| 30 d'abril de 2023    | FC Barcelona (femení)                                                 | 3-0 | Sporting Club de Huelva | Sant Joan Despí, Catalunya                        |  |
| 16:00 CEST Jornada 27 | 1-0, Laia Codina (38'); 2-0, Jana Fernàndez (63'); 3-0, Oshoala (89') |     |                         | Estadi Johan Cruyff Catalunya · Alicia Espinosa · |  |

| 6 de maig de 2023     | Reial Societat (femení)                       | 2-5 | FC Barcelona (femení)                                                                         | Zubieta, País Basc                                          |  |
| 18:15 CEST Jornada 28 | 1-4, Jensen (min. 38); 2-5, Patri, (65' p.p.) |     | 0-1, Patri (21'); 0-2, Oshoala (25'); 0-3, Aitana (29'); 0-4, Hansen (32'); 1-5, Hansen (58') | Instal·lacions de Zubieta País Basc · Xiomara Díaz García · |  |

| 13 de maig de 2023    | FC Barcelona (femení)                                              | 3-0 | Athletic Club de Bilbao (femení) | Sant Joan Despí, Catalunya                               |  |
| 12:00 CEST Jornada 29 | 1-0, Hansen (62'); 2-0, Paredes (68'); 3-0, Salma Paralluelo (93') |     |                                  | Estadi Johan Cruyff Catalunya · Raquel Suárez González · |  |

| 21 de maig de 2023    | Madrid CFF                                   | 2-1 | FC Barcelona (femení) | Fuenlabrada, Comunitat de Madrid                                      |  |
| 12:00 CEST Jornada 30 | 1-0, Kundananji (30'); 2-0, Kundananji (37') |     | 2-1, Alexia (66')     | Estadi Fernando Torres, Comunitat de Madrid · Elena Peláez Arnillas · |  |

### Copa de la Reina
| 10 de gener de 2023  | Club Atlético Osasuna (femení) | 0-9 Desqualificades (alineació indeguda) | FC Barcelona (femení) | Pamplona, Navarra              |  |
| 20:45 CEST 1/8 final |                                |                                          | 0-1, Bruna (23'); 0-2, Bruna (26'); 0-3, Salma Paralluelo (49'); 0-4, Geyse (53'); 0-5, Bruna (54'); 0-6, Salma Paralluelo (57'); 0-7, Aitana (67'); 0-8, Mariona (82'); 0-9, Aitana (84') | El Sadar · Marta Frías Acedo · |  |

### Supercopa d'Espanya
| 19 de gener de 2023   | FC Barcelona (femení)                                                                | 3-1 | Real Madrid Club de Fútbol (femení) | Mèrida, Extremadura                               |  |
| 18:30 CEST Semifinals | 1-0, Claudia Pina (23'); 2-1, Mariona Caldentey (111'); 3-1, Salma Paralluelo (120') |     | 1-1, Weir (54')                     | Estadio Romano José Fouto · Marta Huerta de Aza · |  |

| 22 de gener de 2023 | Reial Societat (femení) | 0-3 | FC Barcelona (femení)                                                    | Mèrida, Extremadura                             |  |
| 12:00 CEST Final    |                         |     | 0-1, Aitana Bonmatí (13'); 0-2, Aitana Bonmatí (47'); 0-3, Oshoala (96') | Estadio Romano José Fouto · Marta Frías Acedo · |  |

### Lliga de Campions
Fase de Grups: Grup D
| Equip                  | Pts | PJ | PG | PE | PP | GF | GC | DG  |
| ---------------------- | --- | -- | -- | -- | -- | -- | -- | --- |
| FC Barcelona           | 15  | 6  | 5  | 0  | 1  | 29 | 6  | 23  |
| Bayern Múnic           | 15  | 6  | 5  | 0  | 1  | 14 | 7  | 7   |
| Sport Lisboa e Benfica | 6   | 6  | 2  | 0  | 4  | 8  | 21 | -13 |
| FC Rosengård           | 0   | 6  | 0  | 0  | 6  | 3  | 20 | -17 |

| 19 d'octubre de 2022 | FC Barcelona (femení) | 9-0 | Sport Lisboa e Benfica | Sant Joan Despí, Catalunya                                       |  |
| 18:45 CEST Jornada 1 | 1-0, Patri (1'); 2-0, Aitana (14'); 3-0, Oshoala (34'); 4-0, Mariona (50'); 5-0, Crnogorcevic (65'); 6-0, Geyse (67'); 7-0, Claudia Pina (77'); 8-0, Oshoala (83'); 9-0, Geyse (88') |     |                        | Estadi Johan Cruyff, Catalunya · 5004 espectadors · Alina Peşu · |  |

| 27 d'octubre de 2022 | FC Rosengård     | 1-4 | FC Barcelona (femení)                                                       | Malmö, Suècia                                 |  |
| 18:45 CEST Jornada 2 | 1-2, Holdt (47') |     | 0-1, Ainta (30'); 0-2, Aitana (41'); 1-3, Mariona (65'); 1-4, Mariona (92') | Malmö Idrottsplats Suècia · Lorraine Watson · |  |

| 24 de novembre de 2022 | FC Barcelona (femení)                                                | 3-0 | FC Bayern de Múnic (femení) | Barcelona, Catalunya                                      |  |
| 18:45 CEST Jornada 3   | 1-0, Gyese (47'); 2-0, Aitana Bonmatí (60'); 3-0, Claudia Pina (66') |     |                             | Camp Nou, Catalunya · 46967 espectadors · Cheryl Foster · |  |

| 7 de desembre de 2022 | FC Bayern de Múnic (femení)                            | 3-1 | FC Barcelona (femení) | Múnic, Alemanya                           |  |
| 21:00 CEST Jornada 4  | 1-0, Bühl (4'); 2-0, Magull (10'); 3-0, Schüller (60') |     | 3-1, Geyse (65')      | Allianz Arena Alemanya · Esther Staubli · |  |

| 15 de desembre de 2022 | Sport Lisboa e Benfica                             | 2-6 | FC Barcelona (femení) | Seixal, Portugal                              |  |
| 21:00 CEST Jornada 5   | 1-4, Jéssica Silva (mn. 63);2-5, Lacasse (min. 82) |     | 0-1, Irene Paredes (7'); 0-2, Clàudia Pina (45'); 0-3, Aitana Bonmatí (47'); 0-4, Crnogorčević (58'); 1-5, Seica (80' p.p.); 2-6, Mariona (92') | Benfica Campus, Portugal · Jelena Cvetković · |  |

| 21 de desembre de 2022 | FC Barcelona (femení) | 6-0 | FC Rosengård | Barcelona, Catalunya                                            |  |
| 21:00 CEST Jornada 6   | 1-0, Oshoala (10'); 2-0, Oshoala (15'); 3-0, Mapi León (45+2'); 4-0, Rolfö (47'); 5-0, Torrejón (50'), 6-0, Paredes (69') |     |              | Camp Nou Catalunya · 28.720 espectadors · Désirée Grundbacher · |  |

Fase final
| 21 de març de 2023         | Associazione Sportiva Roma | 0-1 | FC Barcelona (femení) | Roma, Itàlia                                          |  |
| 21:00 CEST 1/4 final anada |                            |     | 0-1, Paralluelo (34') | Estadi Olímpic de Roma, Itàlia · Iuliana Demetrescu · |  |

| 29 de març de 2023           | FC Barcelona (femení) | 5-1 | Associazione Sportiva Roma     | Barcelona, Catalunya                                      |  |
| 18:45 CEST 1/4 final tornada | 1-0, Fridolina Rolfö (11'); 2-0, Mapi León (33'); 3-0, Fridolina Rolfö (45+2'); 4-0, Asisat Oshoala (46'), 5-0, Patri Guijarro (53') |     | 5-1, Annamaria Serturini (58') | Camp Nou, Catalunya · 54.667 espectadors · Riem Hussein · |  |

| 22 d'abril de 2023         | Chelsea FC (femení) | 0-1 | FC Barcelona (femení)   | Londres, Anglaterra                           |  |
| 13:30 CEST Semifinal anada |                     |     | 0-1, Graham Hansen (4') | Stamford Bridge, Anglaterra · Jana Adámková · |  |

| 27 d'abril de 2023           | FC Barcelona (femení)    | 1-1 | Chelsea FC (femení) | Barcelona, Catalunya                                        |  |
| 18:45 CEST Semifinal tornada | 1-0, Graham Hansen (63') |     | 1-1, Reiten (67')   | Camp Nou, Catalunya · 72.262 espectadors · Esther Staubli · |  |

| 3 de juny de 2023 | FC Barcelona (femení)                                | 3-2 | VfL Wolfsburg (femení)           | Eindhoven, Països Baixos                                              |  |
| 16:00 CEST Final  | 1-2, Patri (48'); 2-2, Patri (50'); 3-2, Rolfö (70') |     | 0-1, Pajor (3'); 0-2, Popp (37') | Philips Stadion, Països Baixos · 33.137 espectadors · Cheryl Foster · |  |

## Estadístiques
A 3 Juny 2023
| No.                      | Pos.                   | Lliga | Lliga | Copa de la Reina | Copa de la Reina | Supercopa d'Espanya | Supercopa d'Espanya | Lliga de Campions | Lliga de Campions | Total | Total | Targetes | Targetes | Notes                |
| No.                      | Pos.                   | PJ    | Gols  | PJ               | Gols             | PJ                  | Gols                | PJ                | Gols              | PJ    | Gols  |          |          | Notes                |
| ------------------------ | ---------------------- | ----- | ----- | ---------------- | ---------------- | ------------------- | ------------------- | ----------------- | ----------------- | ----- | ----- | -------- | -------- | -------------------- |
| 1                        | Sandra Paños           | 20    | 0     | 0                | 0                | 2                   | 0                   | 9                 | 0                 | 31    | 0     | 3        | 0        | [ 42 ]               |
| 13                       | Cata Coll              | 2+1   | 0     | 0                | 0                | 0                   | 0                   | 0                 | 0                 | 3     | 0     | 0        | 0        | [ 43 ] [ 44 ]        |
| 24                       | Gemma Font             | 8     | 0     | 1                | 0                | 0                   | 0                   | 2                 | 0                 | 11    | 0     | 0        | 0        |                      |
| 36                       | Meritxell Muñoz        | 0     | 0     | 0                | 0                | 0                   | 0                   | 0                 | 0                 | 0     | 0     | 0        | 0        |                      |
| 37                       | Meritxell Font         | 0     | 0     | 0                | 0                | 0                   | 0                   | 0                 | 0                 | 0     | 0     | 0        | 0        |                      |
| 2                        | Irene Paredes          | 20+5  | 2     | 0                | 0                | 1                   | 0                   | 11                | 2                 | 37    | 4     | 6        | 1        |                      |
| 3                        | Laia Codina            | 8+5   | 1     | 1                | 0                | 0+1                 | 0                   | 0+2               | 0                 | 17    | 1     | 2        | 0        | [ 45 ] [ 46 ]        |
| 4                        | María Pilar León       | 23+2  | 3     | 0                | 0                | 2                   | 0                   | 11                | 2                 | 38    | 5     | 6        | 0        | [ 47 ]               |
| 5                        | Jana Fernández         | 4+2   | 1     | 0                | 0                | 0                   | 0                   | 0+1               | 0                 | 7     | 1     | 2        | 0        | [ 48 ] [ 49 ]        |
| 7                        | Ana-Maria Crnogorčević | 17+12 | 8     | 0                | 0                | 1+1                 | 0                   | 4+5               | 2                 | 40    | 10    | 2        | 0        |                      |
| 8                        | Marta Torrejón         | 17+10 | 3     | 1                | 0                | 1+1                 | 0                   | 3+6               | 1                 | 39    | 4     | 0        | 0        | [ 47 ]               |
| 15                       | Lucy Bronze            | 14+6  | 3     | 0+1              | 0                | 2                   | 0                   | 8+1               | 0                 | 32    | 3     | 2        | 0        | [ 50 ] [ 51 ]        |
| 22                       | Nuria Rábano           | 14+5  | 0     | 1                | 0                | 0+1                 | 0                   | 1+2               | 0                 | 24    | 0     | 2        | 0        | [ 52 ]               |
| 25                       | Emma Ramírez           | 1+5   | 0     | 0+1              | 0                | 0                   | 0                   | 0                 | 0                 | 7     | 0     | 0        | 0        | [ 53 ] [ 54 ]        |
| 27                       | María Pérez            | 0+3   | 0     | 1                | 0                | 0                   | 0                   | 0+1               | 0                 | 5     | 0     | 0        | 0        |                      |
| 34                       | Martina Fernández      | 1+2   | 0     | 0                | 0                | 0                   | 0                   | 0                 | 0                 | 3     | 0     | 1        | 0        |                      |
| 11                       | Alexia Putellas        | 0+5   | 1     | 0                | 0                | 0                   | 0                   | 0+1               | 0                 | 6     | 1     | 0        | 0        | [ 55 ] [ 56 ] [ 57 ] |
| 12                       | Patricia Guijarro      | 25+3  | 3     | 0                | 0                | 2                   | 0                   | 9+1               | 4                 | 40    | 7     | 0        | 0        |                      |
| 14                       | Aitana Bonmatí         | 18+5  | 10    | 1                | 2                | 2                   | 2                   | 11                | 5                 | 37    | 19    | 3        | 0        | [ 58 ] [ 59 ]        |
| 21                       | Keira Walsh            | 18+8  | 1     | 1                | 0                | 2                   | 0                   | 9                 | 0                 | 38    | 1     | 1        | 0        | [ 60 ]               |
| 23                       | Ingrid Engen           | 9+12  | 2     | 0                | 0                | 0                   | 0                   | 2+9               | 0                 | 32    | 2     | 0        | 0        | [ 61 ] [ 62 ]        |
| 28                       | Alba Caño              | 0+1   | 0     | 0                | 0                | 0                   | 0                   | 0                 | 0                 | 1     | 0     | 0        | 0        |                      |
| 30                       | Vicky López            | 5+5   | 2     | 1                | 0                | 0+1                 | 0                   | 0+1               | 0                 | 13    | 2     | 0        | 0        |                      |
| 6                        | Clàudia Pina           | 17+5  | 10    | 0                | 0                | 1+1                 | 1                   | 3+4               | 3                 | 31    | 14    | 1        | 0        | [ 63 ]               |
| 9                        | Mariona Caldentey      | 12+7  | 6     | 0+1              | 1                | 1+1                 | 1                   | 6+2               | 4                 | 30    | 12    | 3        | 0        | [ 64 ]               |
| 10                       | Caroline Graham Hansen | 8+5   | 11    | 0                | 0                | 0                   | 0                   | 6                 | 2                 | 19    | 13    | 2        | 0        | [ 65 ] [ 66 ]        |
| 16                       | Fridolina Rolfö        | 19+2  | 8     | 0                | 0                | 2                   | 0                   | 9+1               | 4                 | 33    | 12    | 2        | 0        | [ 67 ]               |
| 17                       | Salma Paralluelo       | 9+9   | 11    | 1                | 2                | 1+1                 | 1                   | 4+4               | 1                 | 29    | 15    | 1        | 0        | [ 68 ]               |
| 18                       | Geyse Ferreira         | 17+7  | 6     | 1                | 1                | 2                   | 0                   | 5+5               | 4                 | 37    | 11    | 6        | 0        |                      |
| 19                       | Bruna Vilamala         | 5+5   | 1     | 1                | 3                | 0                   | 0                   | 0+5               | 0                 | 16    | 4     | 1        | 0        | [ 68 ]               |
| 20                       | Asisat Oshoala         | 17+11 | 21    | 0+1              | 0                | 0+2                 | 1                   | 6+3               | 5                 | 40    | 27    | 2        | 0        | [ 52 ]               |
| 32                       | Ariana Arias           | 0+1   | 0     | 0                | 0                | 0                   | 0                   | 0                 | 0                 | 1     | 0     | 0        | 0        |                      |
| 33                       | Ona Baradad            | 0     | 0     | 0+1              | 0                | 0                   | 0                   | 0                 | 0                 | 1     | 0     | 0        | 0        |                      |
| 40                       | Lucía Corrales         | 1+1   | 0     | 0                | 0                | 0                   | 0                   | 0                 | 0                 | 2     | 0     | 0        | 0        |                      |
| Gols en pròpia porta (5) |                        |       |       |                  |                  |                     |                     |                   |                   |       |       |          |          |                      |

### Assistències
A 3 Juny 2023
| Rànquing | No.    | Pos.   | Jugadora               | Lliga | Copa de la Reina | Supercopa d'Espanya | Lliga de Campions | Total |
| -------- | ------ | ------ | ---------------------- | ----- | ---------------- | ------------------- | ----------------- | ----- |
| 1        | 14     | MIG    | Aitana Bonmatí         | 11    | 2                | 1                   | 8                 | 22    |
| 2        | 12     | MIG    | Patricia Guijarro      | 9     | —                | —                   | 2                 | 11    |
| 2        | 9      | DAV    | Mariona Caldentey      | 6     | —                | —                   | 5                 | 11    |
| 4        | 6      | DAV    | Clàudia Pina           | 9     | —                | —                   | 1                 | 10    |
| 4        | 16     | DAV    | Fridolina Rolfö        | 8     | —                | —                   | 2                 | 10    |
| 4        | 18     | DAV    | Geyse Ferreira         | 2     | 1                | 2                   | 5                 | 10    |
| 7        | 10     | DAV    | Caroline Graham Hansen | 6     | —                | —                   | 3                 | 9     |
| 8        | 7      | DF     | Ana-Maria Crnogorčević | 7     | —                | —                   | 1                 | 8     |
| 9        | 20     | DAV    | Asisat Oshoala         | 3     | —                | 1                   | 3                 | 7     |
| 10       | 4      | DF     | María Pilar León       | 6     | —                | —                   | —                 | 6     |
| 10       | 17     | DAV    | Salma Paralluelo       | 4     | 1                | —                   | 1                 | 6     |
| 12       | 22     | DF     | Nuria Rábano           | 4     | —                | —                   | —                 | 4     |
| 12       | 15     | DF     | Lucy Bronze            | 2     | —                | 1                   | 1                 | 4     |
| 14       | 8      | DF     | Marta Torrejón         | 2     | —                | —                   | —                 | 2     |
| 14       | 19     | DAV    | Bruna Vilamala         | 2     | —                | —                   | —                 | 2     |
| 14       | 21     | MIG    | Keira Walsh            | —     | —                | —                   | 2                 | 2     |
| 17       | 2      | DF     | Irene Paredes          | 1     | —                | —                   | —                 | 1     |
| 17       | 25     | DF     | Emma Ramírez           | 1     | —                | —                   | —                 | 1     |
| 17       | 23     | MIG    | Ingrid Engen           | 1     | —                | —                   | —                 | 1     |
| 17       | 5      | DF     | Jana Fernández         | 1     | —                | —                   | —                 | 1     |
| 17       | 30     | MIG    | Vicky López            | —     | 1                | —                   | —                 | 1     |
| Totals   | Totals | Totals | Totals                 | 85    | 5                | 5                   | 34                | 129   |